# Лафейетт (округ, Миссури)
Округ Лафейетт (англ. Lafayette County) — округ штата Миссури, США. Население округа на 2009 год составляло 32 572 человека. Административный центр округа — город Лексингтон.

## История
Округ Лафейетт основан в 1821 году.

## География
Округ занимает площадь 1629.1 км2.

## Демография
Согласно оценке Бюро переписи населения США, в округе Лафейетт в 2009 году проживало 32 572 человека. Плотность населения составляла 20 человек на квадратный километр.